# Sten Hermansson
Sten Åke Ernst Hermansson, född 5 januari 1926 i Malmö, död i september 2011 i Stockholm, var en svensk inredningsarkitekt.
Hermansson, som var son till direktör Ernst Hermansson och Aina Welander, avlade studentexamen i Stockholm 1946. Han bedrev verksamhet som inredningsarkitekt i Stockholm från 1952 och var verkställande direktör för Sten Hermansson AB från 1957 och för AB Bygg-Alfa från 1959. Han startade även textilagenturrörelsen Circle Design Center 1967.